# Friedrich Edmund Stechow
Friedrich Edmund Stechow (* 26. Januar 1828 in Spandau; † 3. Juli 1888) war ein deutscher Reichsgerichtsrat.

## Leben
Stechow wurde im September 1848 auf den preußischen Landesherrn vereidigt und wurde Auskultator. Im Mai 1850 wurde er zum Kammergerichtsreferendar ernannt. 1854 wurde er Kreisrichter, 1865 wurde er Kreisgerichtsrat. Ein Jahr später wurde er zum Appellationsgerichtsrat ernannt. 1872 wurde zum Kammergerichtsrat befördert. 1876 wurde er Obertribunalsrat. 1879 kam er an das neugegründete Reichsgericht. Er war als Richter dem II. Strafsenat des Reichsgerichts zugewiesen. Er starb 1888 im Amt.

## Quelle
- Adolf Lobe: „Fünfzig Jahre Reichsgericht am 1. Oktober 1929“, Berlin 1929, S. 353.